# Sin Jung-ja
Sin Jung-Ja (ou Sin Jeong-Ja), née le 11 décembre 1980 à Masan dans la province du Gyeongsang du Sud  en Corée du Sud, est une joueuse sud-coréenne de basket-ball, évoluant au poste de Pivot.

## Palmarès

### Jeux Olympiques
- 8e aux Jeux olympiques de Pekin de 2008

### Championnat du monde
- 13e au Championnat du monde 2006 au Brésil
- 8e au Championnat du monde 2010 en République tchèque

### Championnat d'Asie
- au Championnat d'Asie 2007 en Corée du Sud
- au Championnat d'Asie 2011 au Japon